# Segunda parte de la crónica general de España
La Segunda parte de la crónica general de España és una obra històrica escrita per Pere Antoni Beuter i editada a València el 1551 per Joan Mei. Malgrat el seu títol, l'obra se centra en la història dels territoris de la Corona d'Aragó. La Primera part fou escrita originalment en valencià, i traduïda després al castellà. L'èxit de l'edició traduïda de la Primera part el va portar a publicar la Segunda parte només en castellà. La principal crítica que va rebre Pere Antoni Beuter, ja en el seu temps, i que fonamentà també el seu èxit comercial, és la d'introduir i acceptar en la seva obra falsificacions que d'altres autors ja havien descartat. Seguint aquesta dinàmica, quan publicà la Segunda parte va incloure a l'inici de l'obra una "Epístola" on es queixa de les crítiques que havia rebut «los perrillos que le ladraren», argumentant que no havien entès el seu treball i adjuntà una llista de les fonts i autors que citava i havia consultat per elaborar la seva obra.